# Ray MacSharry

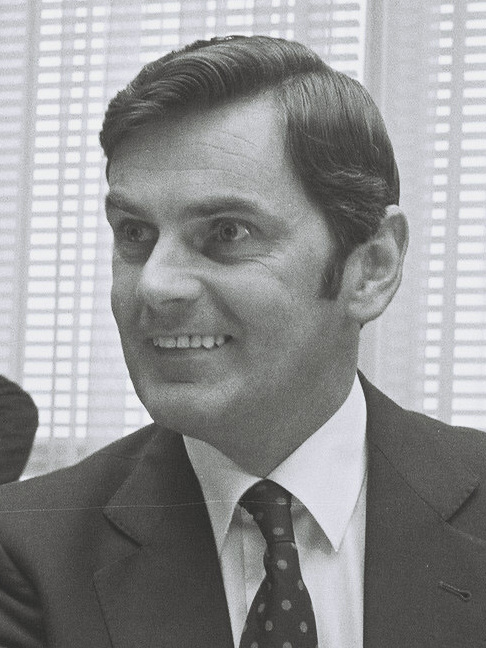
Ray MacSharry im Mai 1980

Raymond „Ray“ MacSharry (irisch Réamann Mac Searraigh; * 29. April 1938 in Sligo) ist ein ehemaliger irischer Politiker. Er war Mitglied des Unterhauses für die Fianna Fáil von 1969 bis 1988 und er war kurz Tánaiste (stellvertretender Regierungschef).

## Biografie
Ray MacSharry wurde 1938 in der Grafschaft Sligo geboren. Bei der irischen Wahl 1969 wurde er ins irische Unterhaus gewählt. 1979 wurde er Staatsminister für Finanzen und öffentliche Arbeiten. Im Dezember dieses Jahres nominierte er Charles Haughey für den Vorsitz der Fianna Fáil. Er wurde später für diese Loyalität belohnt, indem er Landwirtschaftsminister wurde. 1982 war er für kurze Zeit Tánaiste und Finanzminister.
1984 wurde MacSharry ins Europäische Parlament gewählt. 1987 kam er in die irische Regierung zurück und wurde erneut Finanzminister. 1989 wurde er von Ministerpräsident Haughey zum irischen EU-Kommissar bestimmt. Er wurde von Kommissionspräsident Jacques Delors in dessen zweiter Kommission zum Landwirtschaftskommissar ernannt. Dies blieb er bis 1993.
Sein Sohn Marc MacSharry ist ebenfalls als Fianna Fáil-Politiker aktiv und ist seit 2002 Senator im Seanad Éireann.